# Kepler-32
Kepler-32 — звезда, которая находится в созвездии Лебедя. Вокруг звезды обращаются, как минимум, две планеты и три неподтверждённых кандидата в планеты.

## Характеристики
Kepler-32 представляет собой звезду 15,9 видимой звёздной величины, по размерам и массе уступающую нашему Солнцу. Впервые в астрономической литературе упоминается в каталоге 2MASS, опубликованном в 2003 году. Масса звезды равна 58 % солнечной, а радиус — 53 % солнечного. Температура поверхности составляет приблизительно 3900 кельвинов — это намного меньше температуры поверхности Солнца.

## Планетная система
В 2012 году группой астрономов, работающих с данными, полученными орбитальным телескопом Kepler, было объявлено об открытии двух планет и трёх кандидатов в планеты в системе. Планета Kepler-32 b представляет собой газовый гигант с массивным ядром, обращающийся очень близко к родительской звезде — на расстоянии около 0,05 а.е.
Вторая планета, Kepler-32 c, тоже относится к классу газовых гигантов, но она намного легче и меньше своего собрата. Её масса и радиус равны 50 % и 33 % юпитерианских соответственно. Массы трёх остальных предполагаемых планетарных объектов неизвестны, но по размерам их также можно отнести к газовым гигантам. Ниже приводится сводная таблица более точных данных характеристик планет.